# Ivan Davidov
Ivan Davidov (en búlgaro: Иван Александров Давидов; Sofía, 5 de octubre de 1943 - ibídem, 19 de febrero de 2015) fue un futbolista búlgaro que jugaba en la demarcación de centrocampista.

## Biografía
Tras formarse en las categorías inferiores del club, debutó como futbolista en 1961 con el FC Spartak Sofia. Jugó en el club durante un año, ya que en 1962 fichó por el PFC Slavia Sofia. En su palmarés cuenta con tres Copa de Bulgaria —1963, 1964 y 1966—. También llegó a disputar la Recopa de Europa de 1967, donde llegó a semifinales tras ser eliminado por el Glasgow Rangers por un doble resultado de 1-0. Finalmente, en 1971 se retiró como futbolista.
Falleció el 19 de febrero de 2015 en Sofía a los 71 años de edad.

## Selección nacional
Jugó un total de once partidos con la selección de fútbol de Bulgaria. Hizo su debut el 23 de abril de 1964 contra la Unión Soviética, partido amistoso que acabó por 1-0 a favor del combinado soviético. Su segundo partido fue ya en la Copa Mundial de fútbol de 1966, contra Hungría, donde hizo un autogol. En 1967, en un partido de clasificación para jugar en los Juegos Olímpicos de México 1968 contra Turquía, donde marcó su único gol con la selección. Su último partido como internacional lo disputó contra Perú, en un partido de la Copa Mundial de fútbol de 1970.

## Clubes
| Club             | País     | Año         | Partidos | Goles |
| ---------------- | -------- | ----------- | -------- | ----- |
| FC Spartak Sofia | Bulgaria | 1961 - 1962 |          |       |
| PFC Slavia Sofia | Bulgaria | 1962 - 1971 | 201      | 12    |

## Palmarés

### Campeonatos nacionales
| Título           | Club             | País     | Año  |
| ---------------- | ---------------- | -------- | ---- |
| Copa de Bulgaria | PFC Slavia Sofia | Bulgaria | 1963 |
| Copa de Bulgaria | PFC Slavia Sofia | Bulgaria | 1964 |
| Copa de Bulgaria | PFC Slavia Sofia | Bulgaria | 1966 |